# 柴崎佳佑
柴崎 佳佑（しばさき けいすけ、1989年2月1日 - ）は、日本の俳優。東京都出身。身長176cm。血液型A型。特技はボーリング。ヒラタオフィス所属。
一時期、芸名を柴崎佳祐（※読みは同じ）に改名していたが、現在は元に戻している。
JAL WINGSの柴崎涼平とは兄弟である。

## 出演

### テレビドラマ
- 花王 愛の劇場 家族になろうよ!（TBS、1999年）
- Pinkの遺伝子（テレビ東京、2005年）
- 花ざかりの君たちへ〜イケメン♂パラダイス〜（フジテレビ、2007年7月 - ） - 水無瀬学人役
- 花ざかりの君たちへ〜イケメン♂パラダイス〜卒業式＆7と1/2話スペシャル（フジテレビ、2008年10月12日） - 水無瀬学人役
- シバトラ〜童顔刑事!史上最大の危機スペシャル〜（フジテレビ、2009年5月9日）
- Q10（キュート） 第2話（日本テレビ、2010年10月）
- 美咲ナンバーワン!! 第3話（日本テレビ、2011年1月26日）
- 理想の息子（日本テレビ、2012年1月 - 3月） - 小椋役
- イタズラなKiss〜Love in TOKYO（フジテレビTWO、2013年3月 - ） - 銀太郎役

### Webドラマ
- ヒミツの関係〜先生は同居人〜（BeeTV、2010年7月）

### 映画
- 東京★ざんすっ ランニング・フリー（東映・2001年） - 純 役
- シン・ゴジラ（東宝・2016年）[1]

### CM
- 森永製菓 ウィダーinゼリー 〜扉篇〜、〜カラダづくりの好きな男篇〜（2007年4月 - ）
- マルちゃん 赤いきつね
- 南日本酪農協同 スコール（2009年）

### PV
- ホフディラン
- コブクロ
- ファンキーモンキーベイビーズ

### DVD
- 桜の木の下で…エピソード5 「ヒーリングボーイ」主演（2008年）

### MAGAZINE
- 編み物の本（2006年）
- メガネスタイル（2008年）